# Spiritualized
Spiritualized er en Space Rock/Dream Pop-gruppe fra Storbritannien.
Gruppen blev dannet i 1990 af frontmanden Jason Pierce, der, som eneste tilbageværende blandt de oprindelige medlemmer, skriver, komponerer og synger al gruppens materiale.

## Diskografi
- Lazer guided melodies (1991)
- Run (1991)
- Royal albert hall live (1997)
- Ladies and gentlemen we are floating in space (1997)
- Let it come down (2001)
- Amazing grace (2003)
- Songs In A & E (2008)
- Sweet Heart Sweet Light (2012)
- And Nothing Hurt (2018)
- Everything Was Beautiful (2022)

| Musikgruppe | Spire Denne artikel om en britisk musikgruppe er en spire som bør udbygges. Du er velkommen til at hjælpe Wikipedia ved at udvide den. |